# Pat Storey
Pat Storey (ur. 1960) – irlandzka duchowna anglikańska, biskup diecezji Meath & Kildare Kościoła Irlandii.

## Życiorys
Wychowała się w Belfaście. Studiowała język angielski i język francuski w Trinity College w Dublinie. Jest także absolwentką studiów teologicznych w College'u Teologicznym Kościoła Irlandii. W 1997 r., przyjęła diakonat, a w 1998 r., święcenia kapłańskie. Jej mężem jest również duchowny anglikański.
Od 2004 r., piastuje urząd proboszcza parafii św. Augustyna w Londonderry. W 2013 r., jako pierwsza kobieta w historii Kościoła Irlandii, została wybrana na biskupa (Kościół Irlandii dopuścił ordynację kobiet na prezbiterów i biskupów w 1990 r.).